# The Economic Journal
The Economic Journal ist eine wirtschaftswissenschaftliche, peer-reviewte Zeitschrift, die im Namen der Royal Economic Society durch den Verlag Wiley-Blackwell herausgegeben wird. Das Economic Journal gehört zu den ältesten und angesehensten akademischen Zeitschriften der Wirtschaftswissenschaften und erscheint mit acht Ausgaben pro Jahr.
Die gemeinsam leitenden Chefredakteure (joint managing editors) sind heuer (2015) die Ökonomen Martin Cripps, Andrea Galeotti, Rachel Griffith, Morten Ravn, Kjell G. Salvanes, Frederic Vermeulen und Hans-Joachim Voth. Sie werden von einem production editor (David G. Mayes) sowie 15–20 associate editors unterstützt.

## Geschichte

### Gründungsgeschichte
1887 verkündete Herbert Somerton Foxwell, ein Lehrstuhlprofessor am University College London, im Quarterly Journal of Economics, dass eine „ökonomische Zeitschrift“ in Großbritannien publiziert werden würde, geleitet durch eine neue „ökonomische Gesellschaft“. Diese Ankündigung formalisierte ein Vorhaben, welches unter führenden Ökonomen seit einiger Zeit besprochen worden war: die Verbreitung wirtschaftswissenschaftlicher Forschung durch die Publikation einer Fachzeitschrift. Dieses Vorhaben konnte jedoch erst nach weiteren vier Jahren umgesetzt werden und gipfelte in der ersten Ausgabe des Economic Journal, herausgegeben im März 1891.
Zwischen den Jahren 1886 und 1890 hatte es viele Gespräche zwischen angesehenen britischen Ökonomen über die Erstellung einer wirtschaftswissenschaftlichen Fachzeitschrift gegeben. Sir Robert Inglis Palgrave, Redakteur des Economist, schlug ursprünglich vor eine Gesellschaft zu gründen, die sich auf die Publikation von Übersetzungen und Kopien der wenigen wirtschaftswissenschaftlichen Arbeiten spezialisieren solle. Foxwell hingegen plante eine ehrgeizigere Unternehmung, nämlich die Schaffung einer vierteljährlich erscheinenden Zeitschrift gleichwertig zu Publikationen wie dem Quarterly Journal of Economics oder dem französischen Journal des Economistes. Diese Art von Publikation, argumentierte er, würde es den britischen Ökonomen erlauben, sich mit ihren Kollegen der American Economic Association zu „verbrüdern“.
Palgrave, Foxwell und Professor Alfred Marshall von der Cambridge University untersuchten als Erstes die Möglichkeit, eine solche Publikation innerhalb der Royal Statistical Society zu etablieren. Nach Diskussionen mit der Gesellschaft kamen sie jedoch zu dem Schluss, dass eine neue Organisation ins Leben gerufen werden müsse, um ihre Ziele entsprechend zu verfolgen. Diese Entscheidung wurde auch durch den Ökonomen und Philosophen John Neville Keynes unterstützt.
Die Gründungsmitglieder beschlossen, dass eine ökonomische Gesellschaft gegründet werden sollte, die allen mit einem Interesse an Wirtschaftswissenschaften freistünde, unabhängig davon ob sie Politiker, Beamte, Gelehrte oder Ungebildete seien. Diese tolerante Haltung sollte sich auch in der Politik der Zeitschrift widerspiegeln, die unabhängig Werke aus allen Bereichen der Wirtschaftswissenschaften publiziert.
Eine akademische Fachzeitschrift, die eine thematisch breit angesiedelte Literatur an Artikeln und Rezensionen publizieren würde, benötigte einen unvoreingenommenen und gebildeten Herausgeber. Briefe zwischen Foxwell und Palgrave von ca. 1888 weisen auf die Hoffnung der beiden hin, dass Keynes das Economic Journal editieren würde, allerdings war er unfähig dies zu tun. Foxwell gab selbst zu, dass sich ohne Keynes die Wahl eines Herausgebers als schwierig gestaltete.
Es war nicht vor 1890, dass Francis Ysidro Edgeworth zum ersten Redakteur des Economic Journal gemacht wurde. Edgeworth besetzte einen Lehrstuhl am King’s College London in 1888 und wurde 1891 zum Drummond Professor für Politische Ökonomie an der Universität Oxford berufen. Trotz seiner akademischen Leistungen gab Edgeworth später zu, dass die Etablierung der neuen Fachzeitschrift schwierig gewesen war.
Drei Jahre nach Foxwells Ankündigung wurden im November 1891 die Pläne für eine ökonomische Gesellschaft und eine mit dieser verbundenen Publikation abgeschlossen und die British Economic Association (welche 1902 zur Royal Economic Society wurde) wurde am University College London gegründet. Das zentrale Ziel der Association war die Herausgabe einer vierteljährlichen volkswirtschaftlichen Zeitschrift, das Economic Journal. In einem Rundschreiben, das vor dem Gründungstreffen herumgesandt wurde, wies Marshall auf den bedeutenden Einfluss hin, den das Journal auf die britischen Wirtschaftswissenschaften haben würde. Zu Marshalls rede erscheinen rund 200 Personen, ein Zeichen sowohl des wachsenden Interesses an Wirtschaftswissenschaften in England und des Konsenses, dass es einen Bedarf für eine solche Gesellschaft und eine entsprechende Publikation gäbe, um die Wirtschaftswissenschaften in Großbritannien angemessen zu vertreten. In Reaktion auf diese frühe Unterstützung verlor die Society keine Zeit, ihren Herausgabezielen gerecht zu werden. Das Economic Journal wurde kurz nach der Gründung der Association im März 1891 herausgegeben.
Die erste Ausgabe des Economic Journal führte die Ziele und Zielsetzungen der Gesellschaft in Hinblick auf die Verbreitung von ökonomischen Werke auf. Hierzu würde die Zeitschrift wirtschaftswissenschaftliche Artikel von allen ökonomischen Denkschulen publizieren, um so die akademische Debatte zu fördern und voranzubringen. Dieses Vorhaben spiegelte sich dank Edgeworths Bestrebungen, möglichst unabhängig zu publizieren, darin wider, dass die ersten Ausgaben des Economic Journal eine außerordentliche Breite an Meinungen aufweisen. Zu diesen gehörten sozialistische, individualistische und ruskinische Standpunkte.

### Redakteure desEconomic Journal
Dem Economic Journal kam eine gewissenhafte und meist langfristige Redaktion zugute, zu welcher viele namhafte Ökonomen gehörten. Edgeworth blieb bis 1911 Redakteur, wurde allerdings von 1896 bis 1905 in der Ausführung seiner Aufgaben durch Henry Higgs, eines der Gründungsmitglieder der British Economic Association, unterstützt. Später sollte Edgeworth seine Rolle als Redakteur erneut von 1918 bis 1925 an der Seite von John Maynard Keynes aufnehmen.
John Maynard Keynes hatte den Posten des Redakteurs des Economic Journal von 1912 bis 1944 inne und gewährleistete die ununterbrochene Publizierung des Journal sowohl während des Ersten Weltkriegs als auch des Zweiten Weltkriegs. Neben Edgeworth unterstützten ihn von 1925 bis 1933 als Co-Redakteur D. H. MacGregor, ein ehemaliger Schüler Marshalls und Professor für Politische Ökonomik an der University of Leeds, sowie von 1934 bis 1940 Austin Robinson, einer seiner eigenen ehemaligen Studenten, als Stellvertretender Redakteur.
Die Redaktion von Sir Austin Robinson begann 1934 als stellvertretender Redakteur und endete 1970 als Chefredakteur. Während der 36 Jahre, die er im Dienste des Economic Journal verbrachte, hatte Robinson ebenfalls den Posten des Generalsekretärs der Gesellschaft inne. In Gedenken an seine Arbeit für das Economic Journal vergibt dieses einen Preis zu seinen Ehren für den besten Artikel einer kürzlich promovierten Person.
Die erste weibliche Chefredakteurin des Journal war die Ökonomin und Wirtschaftshistorikerin Phyllis Deane. Deane trat der Redaktion 1968 bei und diente sieben Jahre lang als Redakteurin neben anderen Ökonomen wie Austin Robinson und später W. B. Reddaway. Sie war von 1980 bis 1982 ebenfalls Präsidentin der Royal Economic Society.
Edgeworth und Keynes waren die einzigen Redakteure, die zeitweilig die Redaktion des Economic Journal alleine auf sich nahmen. So wie die Zeitschrift an Umfang und Bedeutung zunahm, wuchs auch die Redaktion. In den 1980er Jahren erhöhte sich die Anzahl der jährlichen Ausgaben des Economic Journal von vier auf fünf, 1991 auf sechs und 1999 schließlich auf acht Ausgaben pro Jahr. Heute ist eine Gruppe von sieben Managing Editors mit der Beaufsichtigung der Abgabe und Bewertung von rund 900 Artikeln pro Jahr betreut.

## Rezeption
In einer Studie von Kalaitzidakis et al. (2003) belegte das Economic Journal Platz 18 von 159 ausgewerteten Publikationen, konnte sich jedoch in einer aktualisierten Studie von Kalaitzidakis et al. (2011) auf Platz 10 von 209 verglichenen Publikationen steigern. Im wirtschaftswissenschaftlichen Publikationsranking des Tinbergen-Instituts an der Universität Amsterdam wird das Economic Journal in der Kategorie A („sehr gute allgemeine wirtschaftswissenschaftliche Fachzeitschriften und Spitzenzeitschriften im jeweiligen Fachgebiet“) geführt. Eine weitere Studie der französischen Ökonomen Pierre-Phillippe Combes und Laurent Linnemer listet das Journal mit Rang 12 der wirtschaftswissenschaftlichen Zeitschriften in die zweitbeste Kategorie AA ein.
Der Impact Factor des Economic Journal lag im Jahr 2012 bei 2,118. In der Statistik des Social Sciences Citation Index wurde die Zeitschrift an 38. Stelle von 333 Journals in der Kategorie Wirtschaftswissenschaft geführt.